# Jean Danneberg
Jean-Paul Danneberg (Darmstadt, 8 de novembro de 2002) é um jogador de hóquei sobre a grama alemão, que atua na posição de goleiro.

## Carreira
Danneberg começou a jogar hóquei no TEC Darmstadt, aos nove anos mudou-se para o Mannheimer HC. No verão de 2022, mudou-se para o Rot-Weiss Köln, onde foi primeiro segundo goleiro de Vincent Vanasch. Quando Vanasch saiu em 2023, ele se tornou o goleiro titular do time.
Em 27 de março de 2022, Danneberg fez sua estreia pela seleção nacional. Ele foi utilizado em seis partidas internacionais até novembro de 2022. Para a Copa do Mundo de 2023 em Bhubaneswar, o técnico nacional André Henning Danneberg foi indicado como goleiro substituto atrás de Alexander Stadler. Stadler defendeu o gol em todos os sete jogos. No jogo das quartas de final contra a seleção inglesa houve empate no final e o jogo foi decidido nos pênaltis. Na disputa de pênaltis, Danneberg marcou e conseguiu evitar que dois ingleses marcassem, o que fez com que a seleção alemã chegasse às semifinais.
Nos Jogos Olímpicos de Verão de 2024, em Paris, conquistou a medalha de prata no torneio masculino do hóquei sobre a grama, após confronto na final contra a equipe holandesa, que venceu nos pênaltis.